# Xã Snow, Quận McLean, Bắc Dakota
Xã Snow (tiếng Anh: Snow Township) là một xã thuộc quận McLean, tiểu bang Bắc Dakota, Hoa Kỳ. Năm 2010, dân số của xã này là 80 người.